# Bramming
Bramming è un centro abitato danese situato nella regione della Danimarca Meridionale e appartenente al comune di Esbjerg.

## Storia
In quanto parrocchia in passato è stato un comune danese situato contea di Ribe, che aveva una popolazione di 13.638 abitanti nel 2005 con una superficie di 170 km², e che dal 1º gennaio 2007, con l'entrata in vigore della riforma amministrativa, è stato soppresso e accorpato ai comuni di Ribe e Esbjerg per dare luogo al riformato comune di Esbjerg compreso nella regione della Danimarca Meridionale.
A sua volta, il comune di Bramming era stato formato nel 1970 unendo quattro comuni parrocchiali: Bramming (5.926 abitanti), Gørding (2.420), Hunderup (736) e Vejrup (1.191), per un totale di 10.273 persone. Bramini aveva peraltro appena annesso nel 1965 anche Darum (648 anime) e Vester Nykirke (656).
Il comune parrocchiale di Bramming era stato creato nell'Ottocento all'interno della storica centena di Gørding della contea di Ribe.